# 10 février 1930
Le lundi 10 février 1930 est le 41e jour de l'année 1930.

## Naissances
- István Bóna (mort le 4 juin 2001), historien et un archéologue hongrois
- Robert Wagner, acteur américain
- Marius Dreyer, footballeur français
- Vladimir Georgiev Škodrov (mort le 31 août 2010), astronome bulgare

## Décès
- On Watanabe (né le 26 août 1902), écrivain japonais
- Maurice Neumont (né le 22 septembre 1868), peintre, lithographe, illustrateur et affichiste français
- Auguste Dorchain (né le 19 mars 1857), écrivain et un poète français

## Autres événements
- Finale du Championnat du monde de hockey sur glace 1930 qui a vu la victoire du Canada
- Jimmy Slattery devient champion du monde poids mi-lourds aux dépens de Lou Scozza
- Mutinerie de Yên Bái Nam déclenchée par le Việt Nam Quốc Dân Đảng